# Deutsche Meisterschaften in der Nordischen Kombination 2015

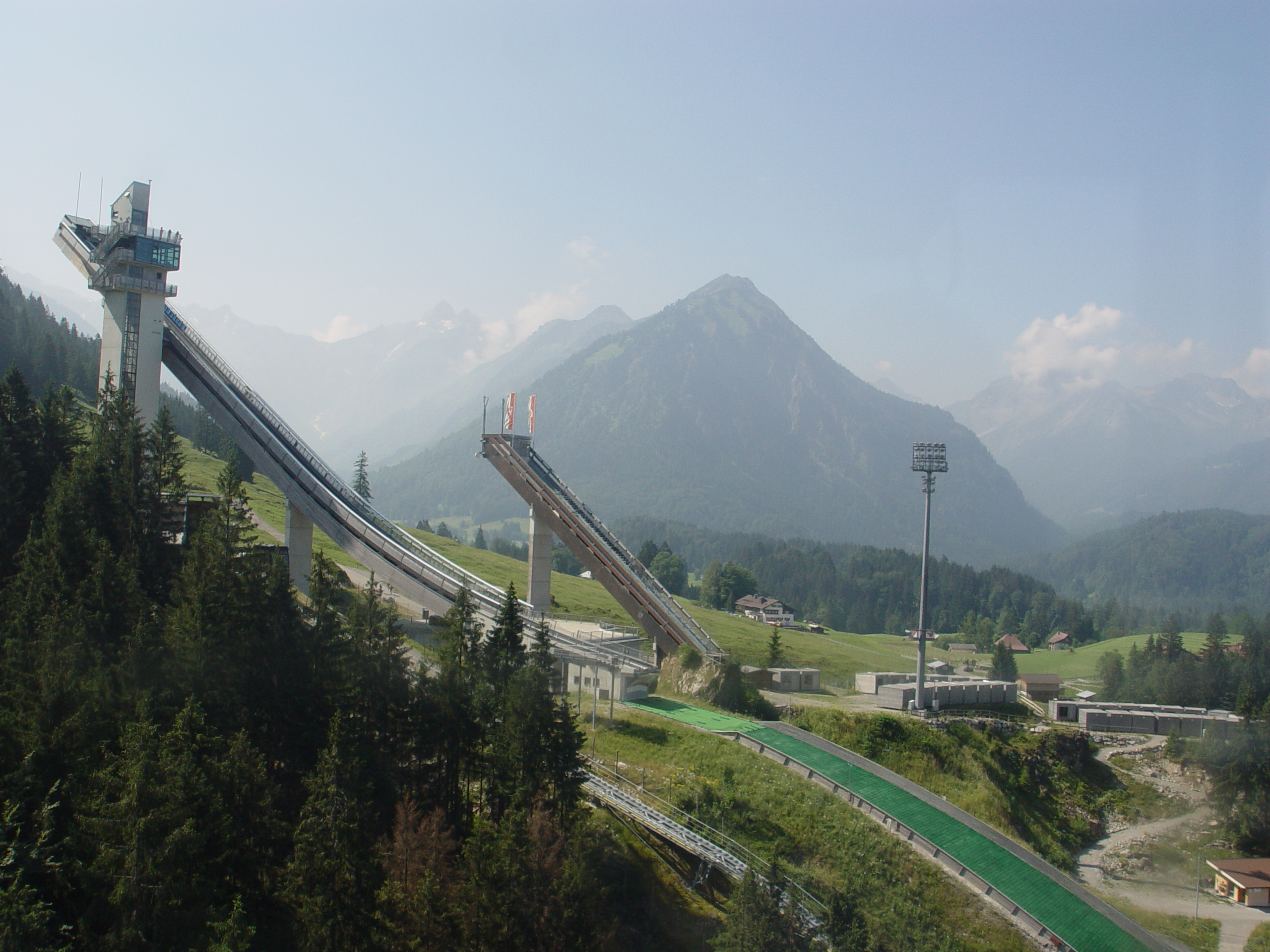
Großschanze der Erdinger Arena Oberstdorf

Die Deutschen Meisterschaften in der Nordischen Kombination 2015 fanden vom 21. bis 23. August 2015 im bayerischen Oberstdorf statt. Der Veranstalter war der Deutsche Skiverband, während der Skiclub 1906 Oberstdorf in Zusammenarbeit mit der Skisport & Veranstaltungs GmbH für die Durchführung zuständig war. Die Wettkampfanlagen waren die Erdinger Arena und die Laufstrecken an der Erdinger Arena im Ried. Es fand ein Gundersen-Wettkampf von der Großschanze sowie ein Teamsprint statt.
Deutscher Meister im Einzel wurde Johannes Rydzek vom ortsansässigen SC Oberstdorf, der gemeinsam mit Jakob Lange auch den Teamsprint gewinnen konnte. Rennleiter der Meisterschaften war Hans Schmid, Bundestrainer war Hermann Weinbuch. Die Wettkämpfe wurden zeitgleich mit den Deutschen Meisterschaften im Skispringen der Damen ausgetragen.

## Programm und Zeitplan
Zeitplan der Deutschen Meisterschaften:
| Datum           | Uhrzeit      | Ereignis                              | Wettbewerb                     |
| --------------- | ------------ | ------------------------------------- | ------------------------------ |
| Fr., 21. August | 15:00        | Streckenbesichtigung                  |                                |
| Fr., 21. August | 17:30        | Mannschaftsführersitzung              |                                |
| Fr., 21. August | 19:00        | Offizielles Training HS 137           | 3. Durchgang: PCR              |
| Sa., 22. August | 09:00        | Probedurchgang HS 137                 |                                |
| Sa., 22. August | anschließend | Wertungsdurchgang HS 137              | Gundersen-Wettkampf Sprunglauf |
| Sa., 22. August | 14:15        | Ausgabe Skiroller                     |                                |
| Sa., 22. August | 14:30        | Einzellauf 10 km                      | Gundersen-Wettkampf Langlauf   |
| Sa., 22. August | anschließend | Siegerehrung                          |                                |
| So., 23. August | 08:00        | Offizieller Trainingsdurchgang HS 106 |                                |
| So., 23. August | anschließend | Probedurchgang HS 106                 |                                |
| So., 23. August | anschließend | Wertungsdurchgang HS 106              | Teamsprint Sprunglauf          |
| So., 23. August | 14:00        | Ausgabe Skiroller                     |                                |
| So., 23. August | 14:15        | Teamlauf 2 × 7,5 km                   | Teamsprint Langlauf            |
| So., 23. August | anschließend | Siegerehrung                          |                                |

## Ergebnisse

### Einzel (Gundersen 10km)

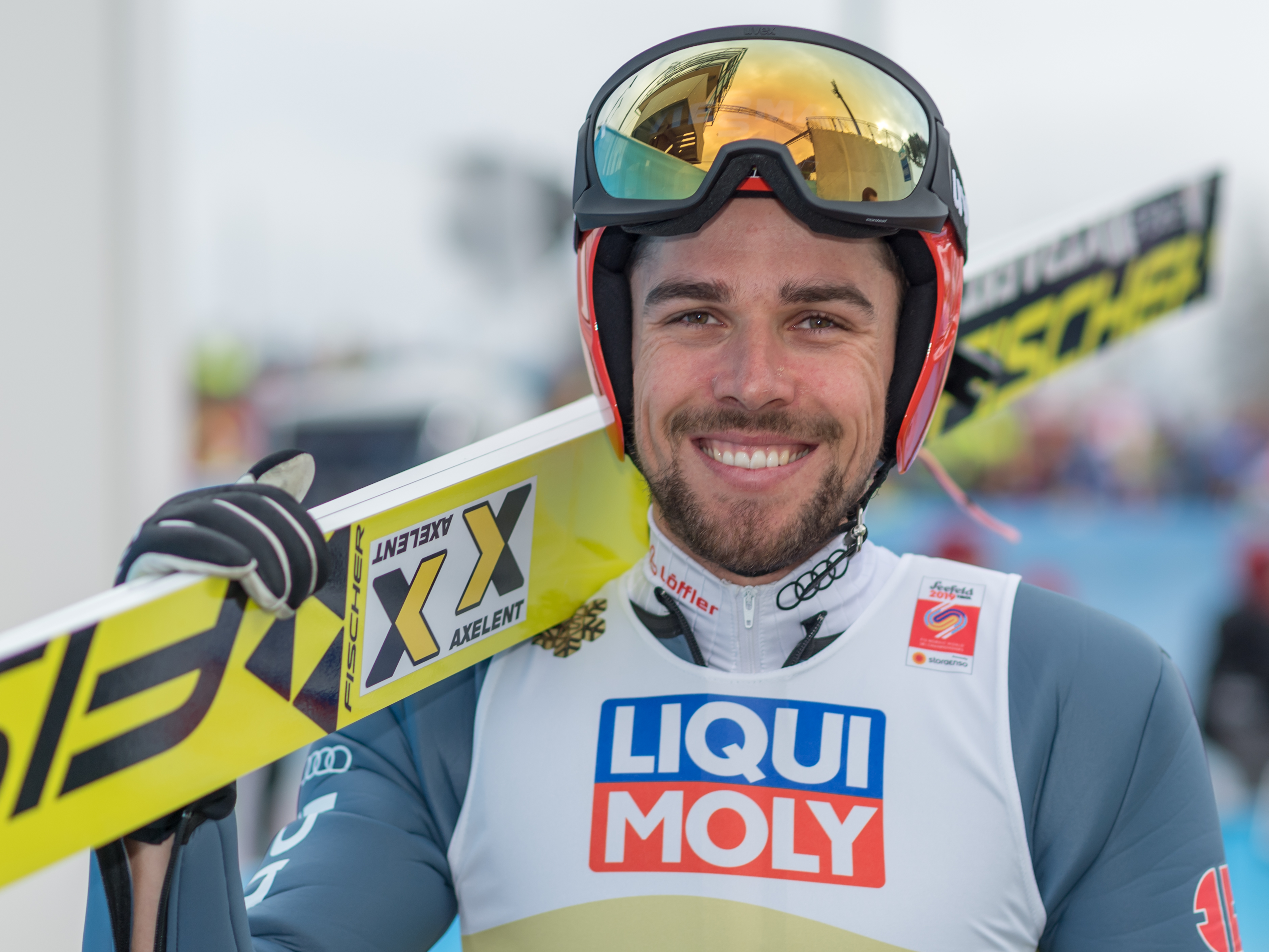
Deutscher Meister 2015 Johannes Rydzek

Der Einzelwettbewerb fand am 22. August 2015 in der Gundersen-Methode (HS137/10 km) statt. Es waren 36 Athleten gemeldet, doch kamen nur 34 in die Wertung, weil Justin Moczarski nicht antrat und Martin Hahn disqualifiziert wurde. Tobias Simon zeigte den besten Sprung des Tages, während Rydzek die beste Laufzeit hatte.
| Platz | Name             | Verein                             | Sprungpunkte | Laufzeit | Rückstand |
| ----- | ---------------- | ---------------------------------- | ------------ | -------- | --------- |
| 01.   | Johannes Rydzek  | SC Oberstdorf                      | 129,0        | 20:34,1  |           |
| 02.   | Eric Frenzel     | WSC Erzgebirge Oberwiesenthal/BwFb | 132,3        | 20:48,2  | +1,1      |
| 03.   | Björn Kircheisen | WSV 08 Johanngeorgenstadt/BPOL     | 121,9        | 20:50,9  | +44,8     |
| 04.   | Terence Weber    | SSV Geyer/Sgo'th                   | 135,0        | 21:49,7  | +51,6     |
| 05.   | Philip Blaurock  | SV Biberau                         | 136,9        | 22:05,7  | +59,6     |
| 06.   | Tobias Simon     | SZ Breitnau                        | 137,5        | 22:11,9  | +1:03,8   |
| 07.   | Vinzenz Geiger   | SC Oberstdorf/BPOL                 | 124,0        | 21:23,3  | +1:09,2   |
| 08.   | Fabian Rießle    | SZ Breitnau                        | 120,6        | 21:23,3  | +1:09,2   |
| 09.   | Michael Dünkel   | SWV Goldlauter                     | 120,9        | 21:29,6  | +1:27,5   |
| 10.   | Tino Edelmann    | SC Motor Zella-Mehlis              | 127,0        | 22:11,9  | +1:45,8   |
| 11.   | Manuel Faißt     | SV Baiersbronn                     | 119,2        | 21:46,5  | +1:51,4   |
| 12.   | Wolfgang Bösl    | SK Berchtesgaden                   | 124,2        | 22:27,4  | +2:12,3   |
| 13.   | Paul Hanf        | WSV Warmensteinach                 | 125,9        | 22:49,3  | +2:27,2   |
| 14.   | Tom Lubitz       | VSC Klingenthal/Bpol               | 116,9        | 22:25,3  | +2:39,2   |
| 15.   | Jakob Lange      | WSV Kiefersfelden                  | 111,0        | 22:26,2  | +3:04,1   |

### Teamsprint (2 × 7,5 km)
Der Teamsprint fand am 23. August 2015 auf der Normalschanze und über 2 × 7,5 km statt. Es waren 20 Athleten in 10 Teams mit je zwei Kombinierern gemeldet. Nachdem im Laufe des Wettkampfes sechs Teams aufgegeben hatten, kamen nur 14 in die Wertung. Das Siegerduo Lange/Rydzek konnte mit der besten Laufleistung den Rückstand von 33 Sekunden auf die besten Springer Blaurock/Edelmann wettmachen und den Meistertitel gewinnen.
| Platz | Team                      | Name                          | Verein                                                  | Sprungpunkte | Laufzeit | Rückstand |
| ----- | ------------------------- | ----------------------------- | ------------------------------------------------------- | ------------ | -------- | --------- |
| 01.   | Bayern (BSV) I            | Jakob Lange Johannes Rydzek   | WSV Kiefersfelden SC Oberstdorf                         | 220,0        | 39:15,1  |           |
| 02.   | Sachsen (SVSAC) I         | Björn Kircheisen Eric Frenzel | WSV 08 Johanngeorgenstadt WSC Erzgebirge Oberwiesenthal | 222,0        | 39:25,5  | +6,4      |
| 03.   | Bayern (BSV) II           | Wolfgang Bösl Vinzenz Geiger  | SK Berchtesgaden SC Oberstdorf                          | 230,0        | 40:02,2  | +27,1     |
| 04.   | Baden-Württemberg (SBW) I | Fabian Rießle Manuel Faißt    | SZ Breitnau SV Baiersbronn                              | 214,5        | 39:31,6  | +27,5     |
| 05.   | Thüringen (TSV) I         | Philip Blaurock Tino Edelmann | SV Biberau SC Motor Zella-Mehlis                        | 236,5        | 40:16,4  | +28,3     |